# 生態稅
生態稅是指為促進生態可持續發展而提供經濟誘因的稅收。生態稅是皮古稅的一種，即試圖利用稅收，使人感受到他們的某些行動會造成社會負擔。這樣的政策可以減少或避免監管機構（行政命令和控制）的需要。通常情況下，政府在推行生態稅政策的同時，
為了達到使用者付費的原則，會按比例減少其他稅收，例如扣減生態勞工和可再生資源的稅收，甚至是補貼，試圖維持整體稅收不變。

## 可獲減免的稅收
- 工資、收入、銷售稅
- 公司稅（投資和創業的稅收）
- 房產稅

## 可增加的稅收
- 化石燃料的二氧化碳税
- 進口商品關稅
- 礦產、能源和林業產品稅收
- 保護區內露營、登山、釣魚和狩獵的許可證和相關設備的稅收
- 環境成本巨大的技術和產品稅收
- 廢物處理稅和退還費用
- 污水，污染及其他危險廢物稅
- 屯地荒置稅

## 外部連結
- A Distributional Analysis of Green Tax Reforms （页面存档备份，存于） - Gilbert E. Metcalf
- STERN REVIEW: The Economics of Climate Change （页面存档备份，存于） - An executive summary of a report by economist Nicholas Stern (27pg pdf file)
- BBC article on Stern's Report （页面存档备份，存于）